# 小海馬
小海馬為輻鰭魚綱棘背魚目海龍魚科的其中一種，分布於西大西洋區，從美國佛羅里達州南部至墨西哥灣海域，棲息深度可達2公尺，體形很小，略側扁。頭部小刺及體環上棱棘發達。體冠較小，有不突出的鈍棘。吻短口小。鰓蓋突出而光滑，鰓孔小，位於鰓蓋後方。體暗褐色，有時可隨環境而變化。體長可達5公分，棲息在海草床，屬肉食性，以小型甲殼類為食，卵胎生。